# Carburo di tungsteno
Il carburo di tungsteno è il carburo inorganico con formula WC. In condizioni normali questo composto si presenta come una polvere inodore grigio-nera, usata industrialmente per sinterizzare carburi cementati. Questi materiali sono tra le più dure sostanze note e vengono impiegati in macchinari industriali, utensili da taglio, abrasivi, altri strumenti e attrezzi, proiettili e gioielli. Tungsteno e carbonio possono formare anche il subcarburo W2C e altre fasi non stechiometriche.

## Storia
Il carburo di tungsteno fu ottenuto per la prima volta da Henri Moissan nel 1893 facendo reagire acido tungstico e carbone nel suo forno ad arco elettrico. La produzione industriale di utensili basati sul carburo di tungsteno iniziò circa venti anni dopo e il primo brevetto fu rilasciato nel 1925.

## Sintesi
Il carburo di tungsteno si prepara principalmente tramite carburizzazione, facendo reagire tungsteno metallico con nerofumo o grafite a 1400–2000 °C, in atmosfera di idrogeno o sotto vuoto. La dimensione dei grani nel prodotto finale dipende sia dalle condizioni utilizzate che dal materiale di partenza (acido tungstico o paratungstato d'ammonio) usato per ottenere il tungsteno metallico.
Altri processi di minore importanza includono la reazione di WO3 e carbonio, e processi gas-solido, dove il carbonio è fornito da monossido di carbonio o metano.
Sono stati descritti anche metodi tramite deposizione chimica da vapore a partire da WCl6 e WF6:
WCl6 + H2 + CH4 → WC + 6 HCl
WF6 + 2 H2 + CH3OH → WC + 6 HF + H2O

## Struttura

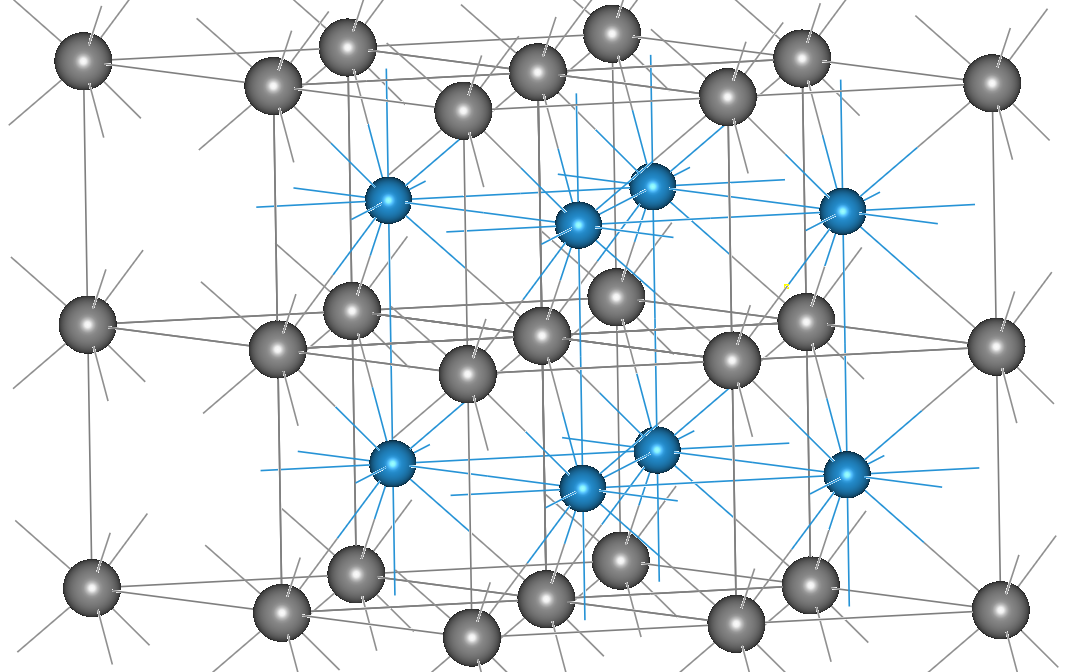
Struttura di α-WC; gli atomi di carbonio sono grigi.

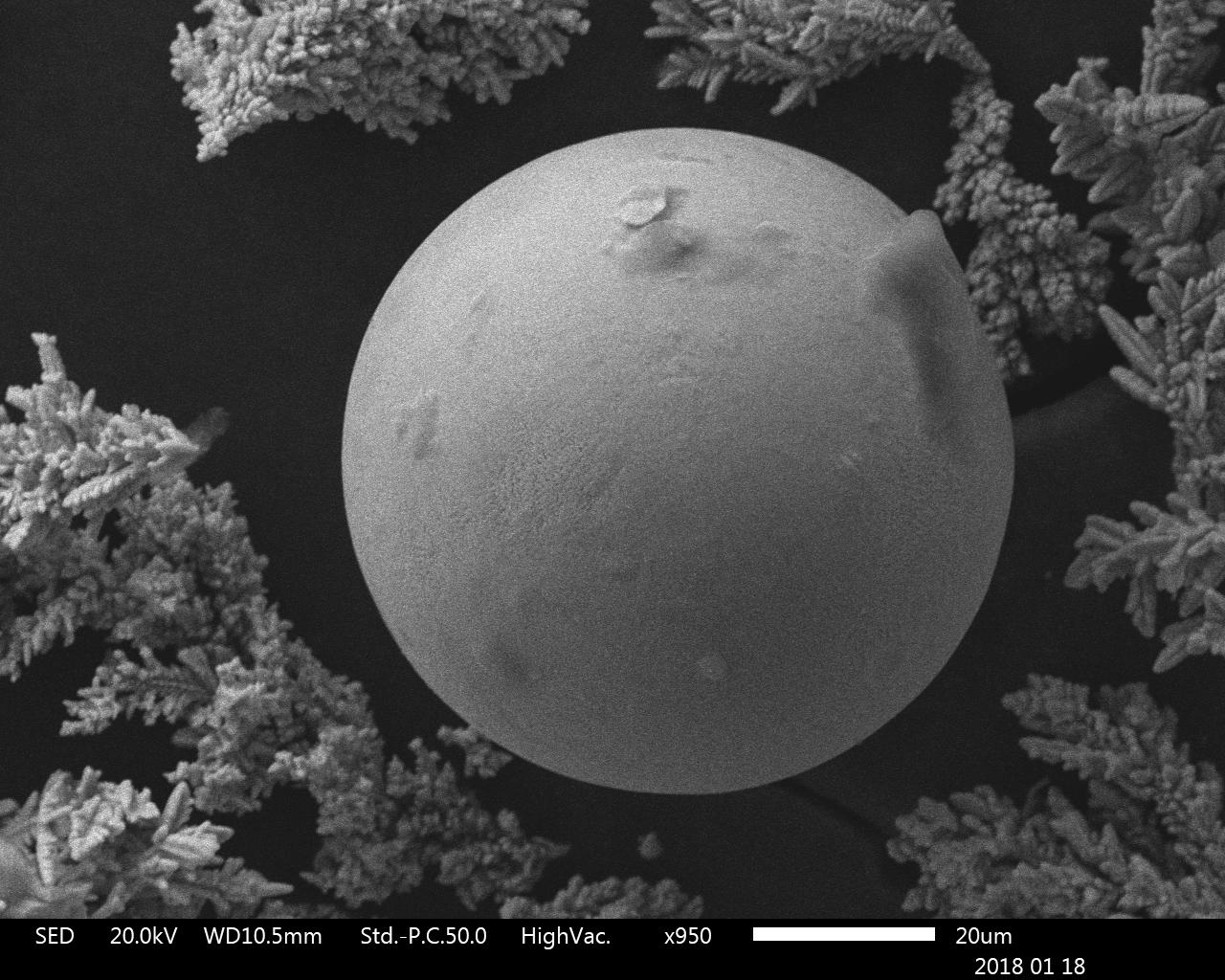
Particella sferica di carburo di tungsteno al microscopio

La struttura cristallina più comune del carburo di tungsteno WC è quella esagonale presente a temperatura ambiente, denominata α-WC: gruppo spaziale P6m2, con costanti di reticolo a = 291 pm e c = 284 pm. Questa forma esagonale può essere visualizzata come strati di reticoli esagonali semplici di atomi di tungsteno tra loro sovrapposti (cioè non con impacchettamento compatto), mentre gli atomi di carbonio occupano metà degli interstizi in modo che sia tungsteno che carbonio abbiano una coordinazione 6 a prisma trigonale.
A temperatura più elevata WC dà luogo ad altre forme cristalline stabili. Anche il subcarburo W2C esiste in varie modificazioni strutturali.

## Proprietà fisiche
Il carburo di tungsteno ha un punto di fusione di 2 785 °C (3 058 K) una conducibilità termica di 121 W·m−1·K−1 e un coefficiente di espansione termica di 5,2×10−6 K−1.
Il carburo di tungsteno è un materiale estremamente duro, situandosi a circa 9 nella Scala di Mohs e a circa 2600 nella Scala Vickers. Ha un modulo di Young di circa 700 GPa, un modulo di compressibilità di 630–655 GPa e un modulo di taglio di 274 GPa.
Dal punto di vista dell'utilizzo nei carburi cementati le proprietà fisiche più rilevanti di WC sono durezza, modulo di Young e coefficiente di espansione termica, nonché la dimensione dei grani del materiale.

## Reattività
Il carburo di tungsteno si presenta come una polvere di colore grigio con lucentezza metallica, praticamente insolubile in acqua e in acidi diluiti, ma solubile in miscele di acido nitrico e acido fluoridrico. In soluzione acquosa viene ossidato facilmente dal perossido di idrogeno. WC solido viene attaccato dal fluoro a temperatura ambiente e dal cloro sopra i 400 ºC. All'aria si ossida sopra i 600 ºC.

## Applicazioni

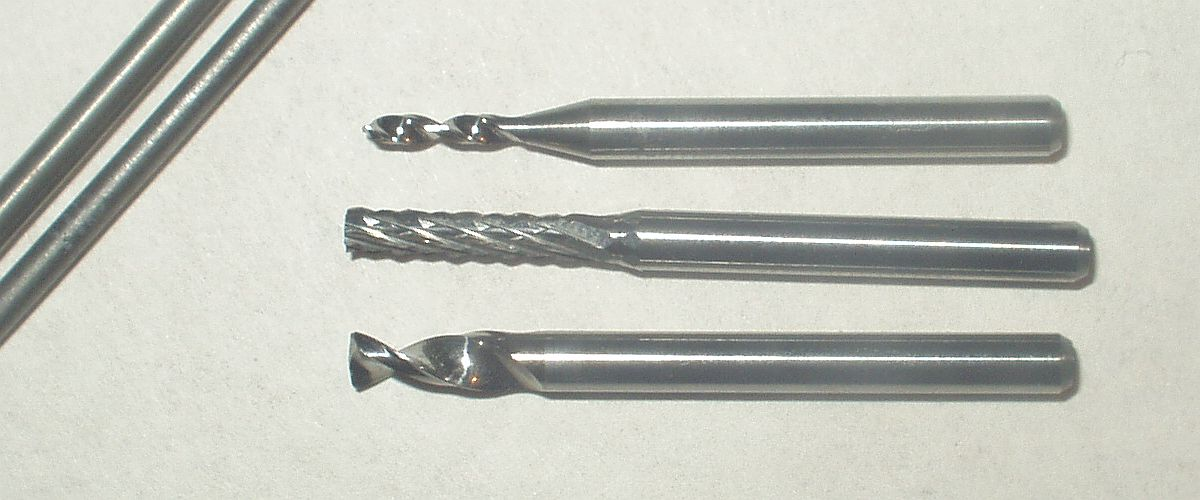
Punte e frese in carburo cementato

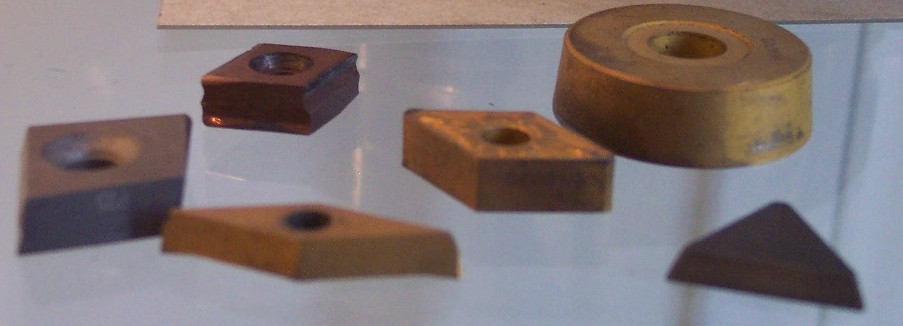
Placchette di carburo di tungsteno cementato

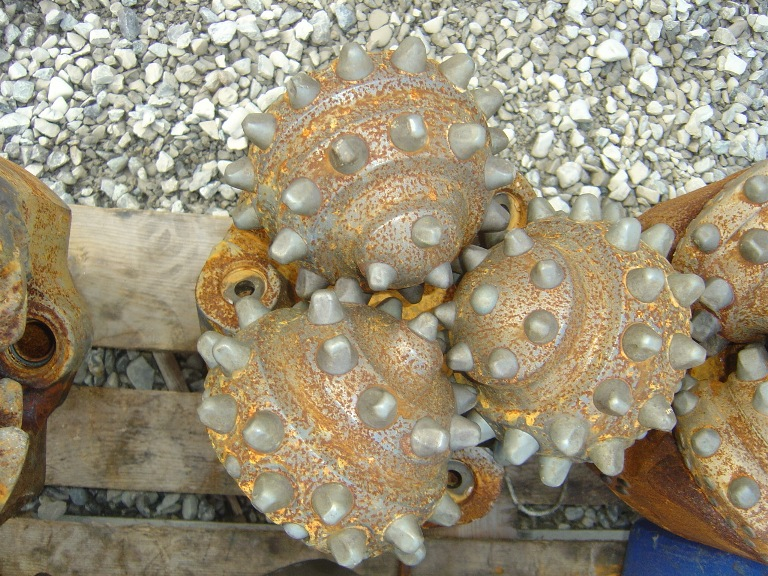
Testa di un alesatore a rulli triconico, che mostra gli inserti sporgenti in carburo cementato

Il carburo di tungsteno è troppo fragile e richiede temperature di fusione o sinterizzazione troppo elevate per essere usato puro. Per usi pratici lo si unisce a metalli di transizione, principalmente cobalto o nichel lavorandolo a partire da polveri, con tecniche di sinterizzazione a temperature intorno ai 1200–1500 ºC. Il composto che ne deriva è un materiale ceramico-metallico denominato carburo cementato, metallo duro o widia (dal tedesco wie diamant, come il diamante, per la sua particolare caratteristica di durezza). Circa il 50% dei carburi cementati sono prodotti con carburo di tungsteno e cobalto, e contengono il 70-95% di WC.
Per ottenere del metallo duro possono essere aggiunti anche altri elementi come cromo o tantalio, allo scopo di evitare la crescita dei grani di carburo, fungendo da inibitori.
Le polveri di carburo di tungsteno e del metallo subiscono tre passaggi:
1. Macinazione, per mescolare tra di loro polveri di diversa qualità e creare una miscela omogenea di polveri.
2. Riscaldamento a 100 °C con aggiunta di legante (cobalto) per formare una massa solida grazie all'unione dei granelli.
3. Sinterizzazione tra 1200 e 1600 °C, per consentire al cobalto di fondere, saldare i grani ed eliminare le porosità.

## Tossicità / Indicazioni di sicurezza
Il carburo di tungsteno solido non è considerato pericoloso secondo il regolamento CLP. Rischi per la salute sono legati all'inalazione di polveri che possono provocare fibrosi ai polmoni. I dati disponibili suggeriscono che il danno sia dovuto principalmente al cobalto presente nel carburo cementato.